# Les Roches Piquées
Les Roches Piquées, appelées aussi les Demoiselles, sont deux menhirs situés à Saint-Just dans le département français d'Ille-et-Vilaine.

## Description
Les deux pierres sont distantes d'un peu plus de 3 m. Elles mesurent près de 3 m de hauteur et sont orientées est-nord-est. Un troisième bloc du même type et un quatrième bloc, plus petit, gisent au sol à environ 7 m au sud-est. Tous les blocs sont en quartz blanc cristallin.

## Légende associée
Selon la légende, les deux menhirs seraient deux jeunes filles pétrifiées pour avoir été danser sur la lande un dimanche au lieu d'être allées aux vêpres. Les deux autres blocs seraient une fille-mère et son nouveau-né.